# Filotea

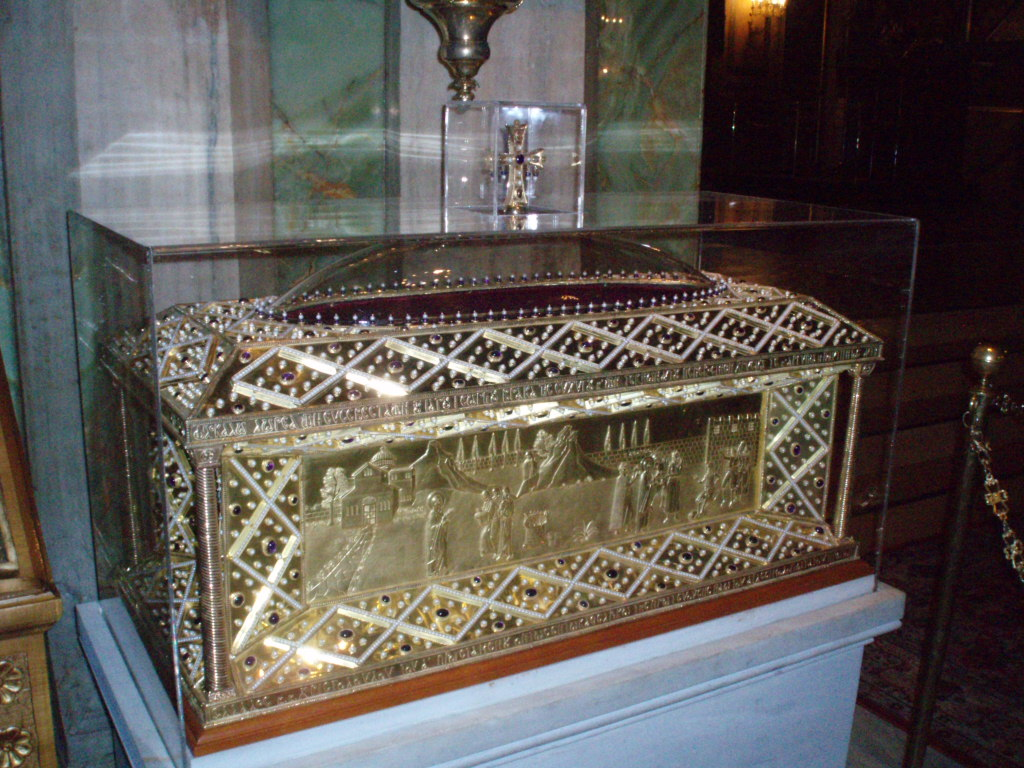
Relikwiarz św. Filotei w
Katedrze Zwiastowania Matki Bożej w Atenach

Filotea – imię żeńskie pochodzenia greckiego, oznaczające "przyjaciółka Boga", "miłująca Boga". Patronem tego imienia w Kościele katolickim jest św. Filoteusz, natomiast Kościół prawosławny notuje święte o imieniu Filotea (gr. Η Αγία Φιλοθέη). Imię to znalazło się w tytule najgłośniejszego po "O naśladowaniu Chrystusa" Tomasza à Kempis dzieła chrześcijańskiej literatury duchowej: "Filotea. Wprowadzenie do życia pobożnego" św. Franciszka Salezego.
Filotea imieniny obchodzi 15 września i 5 listopada.
Męski odpowiednik: Filoteusz